# USA Baseball
La Federazione statunitense di baseball (eng. USA Baseball) è un'organizzazione fondata nel 1978 per governare la pratica del baseball e del softball negli Stati Uniti d'America.
Pone sotto la propria egida la nazionale maschile e di softball femminile.